# Азра Колакович
Азра Колакович (босн. Azra Kolaković), більш відома як Донна Арес (болг. Donna Ares) — боснійська поп-фолк-співачка.

## Ранні роки
Азра Колакович народилася 1 січня 1977 року і Бихачі. Закінчила у рідному місті музичну школу в 1995 році. Вступила до консерваторії, однак не закінчила через війну в Югославії. А вже у 1997 році почала виступати з концертами.

## Музична творчість
Під ім'ям Донна Арес в 1997 році брала участь у хорватському музичному конкурсі «Дора», переможець якого отримував право представляти Хорватію на Євробаченні-1997. У тому ж році вона записала першу пісню «Kazna» в рідному Бихачі, а популярність їй принесли ще дві пісні «Ubila me tvoja nevjera» та «Idi, idi moja vilo».
Перший сольний альбом Донна Арес записала в 1998 році в Дуйсбурзі. У 2000 році вийшла її збірка Donna Live 2000, куди Колакович включила свої найкращі пісні в стилі поп-фолк, а також пісні англійською. У 1999 році вона записала кілька пісень з Халідом Бешличем, матеріали яких увійшли до її нового збірника 2001 року.
Донна Арес прославилася своїми кавер-версіями: однією з них стала пісня «Noćas mi srce pati» (оригінал «Šta će mi život» у виконанні Сільвани Арменуліч). 
Після 10 років кар'єри вона повернулася до рідного міста Бихач. Своє повернення вона ознаменувала сольним концертом.

## Хвороба та смерть
Азра Колакович була госпіталізована на початку жовтня 2014 року. Їй діагностували рак шийки матки та провели хімієтерапію в лікарні Бихача, перш ніж вона переїхала до Сараєво для подальшого лікування 21 жовтня 2014 року.
Померла від раку Азра Колакович 2 жовтня 2017 року. Їй було 40 років.

## Дискографія
- Ti me više ne voliš[en] (1998)
- Donna Live 2000 (2000)
- Sviraj nešto narodno + Mix II (2001)
- Čuvaj se dušo — Ja sam tatin sin (2002)
- Nemoj da pogađam (2003)
- Donna Ares Mix III (2004)
- Megamix (2004)
- Jackpot[en] (2005)
- Nemam razloga za strah[en] (2006)
- To mi nije trebalo (2006)
- Fantastična[en] (2009)
- Povratka nema[en] (2011)